# Valdearenas
Valdearenas – gmina w Hiszpanii, w prowincji Guadalajara, w Kastylii-La Mancha, o powierzchni 15,44 km². W 2011 roku gmina liczyła 95 mieszkańców.